# Entergalactic
Entergalactic é um especial britânico-estadunidense musical de televisão em formato de telefilme animado adulto criado pelo músico e ator estadunidense Kid Cudi e lançada na Netflix, que serve como uma peça visual ao seu álbum homônimo. Inicialmente anunciada como uma série de televisão, em agosto de 2022, o projeto foi reconstruído como um especial de TV. O especial estreou em 30 de setembro de 2022, na Netflix, simultaneamente ao álbum.
Baseado no álbum que Cudi gravou antes de fazer o storyboard do especial de TV, foi dirigido por Fletcher Moules. Ao lado de ele, faz parte do elenco, as vozes de Jessica Williams, Timothée Chalamet, Ty Dolla Sign, Laura Harrier, Vanessa Hudgens, Christopher Abbott, 070 Shake, Teyana Taylor, Jaden Smith, Keith David, Arturo Castro e Macaulay Culkin.
O projeto é dedicado ao amigo falecido de Cudi, o estilista americano Virgil Abloh, que atuou como figurinista no projeto antes de sua morte, com a data de lançamento coincidindo com a data de nascimento de Abloh. Uma comédia romântica, Entergalactic usa um estilo de arte inspirado em I Lost My Body (2019) e Spider-Man: Into the Spider-Verse (2018). Anunciado como um "evento de televisão", foi aclamado pela crítica por sua animação, estilo visual, música e história.

## Sinopse
Jabari é um artista de rua à beira do verdadeiro sucesso. Após um encontro casual com sua nova vizinha fotógrafa, Meadow, ele precisa descobrir se pode abrir espaço para o amor em sua vida.

## Elenco de Voz
- Scott Mescudi como Jabari
- Jessica Williams como Meadow Watson, Interesse amoroso de Jabari
- Laura Harrier como Carmen, ex-namorada do Jabari
- Ty Dolla Sign como Ky, amigo do Jabari
- Timothée Chalamet como Jimmy, Amigo e traficante de drogas de Jabari
- Vanessa Hudgens como Karina, A melhor amiga grávida de Meadow
- Christopher Abbott como Reed, um negociante de arte e amigo de Meadow
- Keith David como Mr. Rager
- Arturo Castro como Len, colega de trabalho de Jabari
- Jaden Smith como Jordan, um skatista local
- 070 Shake como Nadia
- Macaulay Culkin como Downtown Pat, um skatista local
- Maisha Mescudi como Ellie, irmã mais velha do jabari
- Francesca Reale como Sydnie
- Teyana Taylor como instrutor de boxe

## Produção

### Desenvolvimento
Em 23 de julho de 2019, a Netflix anunciou que Kid Cudi e Ian Edelman escreveriam e produziriam o que originalmente seria uma adaptação a TV de música animada do álbum Entergalactic de Cudi. Ele já havia colaborado com Edelman em 2010, na série da HBO How to Make It in America. Cudi atua como produtor executivo ao lado de Kenya Barris, por meio de suas respectivas produtoras Mad Solar e Khalabo Ink Society.
Em setembro de 2021, Cudi foi ao Twitter para agradecer à equipe que ajudou a concretizar o projeto e garantiu aos fãs que eles não ficariam desapontados: "Espere até ouvir e ver Entergalactic. [Você] não tem ideia. Eu realmente quero agradecer a Kenya Barris, Mike Moon, Elizabeth Porter e toda a equipe por acreditar na minha visão e ajudar a trazê-la à vida. Tudo sobre esse show é o próximo nível. Vocês vão ver."
Em uma entrevista a Esquire em agosto de 2022, Cudi revelou que gravou a música primeiro - "um conjunto de canções sobre a beleza de ser libertado pelo amor" - e trabalhou de trás para frente para fazer o storyboard da narrativa antes de contratar uma equipe de roteiristas para fazer o roteiro.
Em 25 de agosto de 2022, foi anunciado em um comunicado à imprensa que Entergalactic seria lançado como um especial de televisão. Em 1º de outubro, Cudi esclareceu no Twitter: "É uma série, mas feita de uma maneira muito única, dividida em capítulos, não episódios projetados para compulsão! Então, parece um filme [porque] tem uma hora e meia e pode ser visto em uma sessão, mas esta é uma série. Espero que faça sentido. O objetivo é por mais temporadas".

### Escolha de Elenco
Em julho de 2019, Cudi foi escalado para a série. Em junho de 2022, Jessica Williams, Timothée Chalamet, Ty Dolla Sign, Laura Harrier, Vanessa Hudgens, Christopher Abbott, 070 Shake, Teyana Taylor, Jaden Smith, Keith David, Arturo Castro e Macaulay Culkin foram revelados como o resto do elenco. Em 8 de junho, Cudi revelou que sua irmã mais velha na vida real, Maisha, daria voz à sua irmã mais velha na tela, Ellie, entre outras vozes.

### Animação, design e influências
A animação ficou a cargo da DNEG Animation de Londres, que também coproduziu o especial. Um mapa 3D de Nova York foi baixado e reconstruído no pipeline. As influências para o design do filme foram I Lost My Body (2019) e When Harry Met Sally... (1989).

## Lançamento
Em 15 de setembro de 2021, Cudi revelou que a série, e o álbum, tem estreia marcada para 2022. Em setembro de 2021, ele lançou um pequeno trailer em promoção da série Netflix, revelando que a música seria produzida por seus colaboradores de longa data. Dot da Genius e Plain Pat.
Em 24 de abril de 2022, Cudi escreveu no Twitter: "Entergalactic vai ser algo realmente especial. As mentes vão decepcionar. Este elenco?? A MÚSICA?? Ouça. [Você] ouviu aqui primeiro. Lembre-se deste tweet. Fique atento para mais novidades em junho!" Em 8 de junho, a Netflix revelou o "primeiro olhar" de Entergalactic, em um trailer onde também revelou o elenco.
Em 10 de junho, a primeira música original criada para a série, intitulada "Do What I Want", foi lançada nas plataformas de streaming como o primeiro single oficial do álbum. No dia 12 de julho, Cudi revelou no Twitter, o trailer oficial do show que estrearia em agosto, trazendo duas novas músicas, sendo que uma delas seria lançada como segundo single. Em 12 de setembro, a Netflix revelou um novo trailer de Entergalactic, incluindo o single mencionado anteriormente, "Willing to Trust".

## Recepção

### Resposta da Crítica
No site agregador de resenhas Rotten Tomatoes, 96% das 28 resenhas dos críticos são positivas, com nota média de 8,20/10. No Metacritic, que usa uma média ponderada, Entergalactic recebeu uma pontuação de 77 em 100 com base em 10 análises críticas, indicando "avaliações geralmente favoráveis".
Rendy Jones, da Paste, escreveu "Entergalactic é uma comédia romântica tão doce quanto uma odisseia animada etérea. É uma carta de amor elegante e colorida para a animação e a simplicidade do amor negro na era moderna. Parece o filho amoroso entre When Harry Met Sally e Spider-Verse a um grupo demográfico negro, que merece histórias como esta, independentemente do meio em que são apresentadas." Chase Hutchinson, do Collider, escreveu "Uma joia rara de uma obra de animação, Kid Cudi nos guia em uma jornada sublime que explora o vínculo entre duas pessoas unidas pelo amor."
Justin Charity, do The Ringer, escreveu "É atrevido e fofo, ou seja, é um ajuste de atitude agudo para um rapper tão sombrio e refrescantemente eficaz como tal. Entergalactic da Netflix é um complemento promocional de longa-metragem para seu último álbum, mas também é um avanço criativo por si só." Rachel Ho, da Exclaim! deu-lhe uma classificação de 8/10, afirmando que "a história de Jabari e Meadow pode ser uma que todos conhecemos muito bem, mas é o mundo da Entergalactic que captura a imaginação, sonora e visualmente."
Joshua Alston, da Variety, concluiu com "o que está disponível em Entergalactic é frequentemente inebriante. O diretor Fletcher Moules não perde uma única oportunidade de adicionar floreios lindamente animados ao roteiro escrito por Mescudi, Ian Edelman e Maurice Williams. Existem números musicais sublimes, por falta de um termo melhor, isso deixa a música de Mescudi respirar e aumenta o visual para 11. Mas as mudanças entre os elementos espaciais de Entergalactic e seus momentos fundamentados nem sempre são suaves, outra consequência da evolução da série para o especial. amor sobre a história de amor de Mescudi, exceto o fato de que não há mais para amar."

### Prêmios e Indicações
| Prêmios                                                   | Ano  | Categoria                                 | Destinatários e Candidatos | Resultado | Ref    |
| --------------------------------------------------------- | ---- | ----------------------------------------- | -------------------------- | --------- | ------ |
| Hollywood Music in Media Awards                           | 2022 | Canção Original – Filme de TV Transmitido | ”Willing to Trust”         | Venceu    | [ 29 ] |
| Critics Choice Celebration of Black Cinema and Television | 2022 | Groundbreaker Award                       | Entergalactic              | Venceu    | [ 30 ] |
| Annie Awards                                              | 2023 | Melhor Animação de Personagem na TV       | Aziz Kocanagullari         | Pendente  | [ 31 ] |
| Annie Awards                                              | 2023 | Melhor Design de Personagem na TV         | Meybis Ruiz Cruz           | Pendente  | [ 31 ] |

## Futuro
Em 1º de outubro de 2022, Kid Cudi revelou via Twitter que embora Entergalactic fosse "como um filme", seu propósito era mais próximo ao de um piloto de televisão, revelando que pretendia produzir "mais temporadas" (filmes longos de uma "hora e meia") compondo uma série Entergalactic, de acordo com o anúncio original do projeto como sendo uma série de televisão. Em dezembro de 2022, Cudi revelou que embora Entergalactic seja um especial autônomo, ele está trabalhando em um novo projeto de animação.

## Ligações Externas
- Entergalactic na Netflix
- Entergalactic. no IMDb.
- «Entergalactic» (em inglês) no Rotten Tomatoes